# Bugesera International Airport

i7
i11
i13
Der Bugesera International Airport ist ein (Stand Oktober 2023) im Bau befindlicher internationaler Flughafen in Ruanda. Er sollte nach ursprünglichen Planungen 2022 fertiggestellt sein und weitestgehend den nahegelegenen Kigali International Airport ersetzen. Stand Juli 2023 wurde von einer späteren Fertigstellung im Jahr 2026 ausgegangen und im Mai 2024 von einer im Jahr 2027 oder 2028.
Der Flughafen wird im Bugesera-Distrikt in der Ostprovinz, etwa 40 Kilometer südlich der Hauptstadt Kigali errichtet.
Nach Planungen aus dem Jahr 2021 soll der Flughafen ein Terminal mit einer Fläche von 30.000 m² und 22 Check-in-Schaltern und 10 Gates haben. Jährlich sollen 1,7 Millionen Passagiere abgefertigt werden können. Die Baukosten des Flughafens, der zu 60 Prozent in Besitz von Qatar Airways sein wird, werden mit 1,3 Milliarden US-Dollar angegeben.